# Тулска област
Тулска област е субект на Руската федерация, влизащ в състава на нейния Централен федерален окръг.
Площ 25 679 km2 (70-о място по големина в Руската федерация, 0,15% от нейната площ). Население 1 491 855 души (32-ро място в Руската федерация, 1,02 % от нейното население) на 1 януари 2018 г. Административен център град Тула. Разстояние от Москва до Тула 193 километра.

## Историческа справка
Първите руски градове на територията на сегашната Тулска област за първи път са споменати в летописните източници през 1146 г. Тула и 1147 г. Бельов. През 1236 г. е основано селището Алексин, през 1400 г. – Веньов, а през 1672 г. – Ефремов, които заедно със селището Богородицк през 1777 г. официално са утвърдени за градове. През 1567 г. е основано селището Лихвин, което през 1746 г. е утвърдено за град (от 1944 г. град Чекалин). Всичките останали 12 града в областта са признати за такива през ХХ в. На 9 март 1777 г. с императорски указ е създадено Тулско наместничество, от 1796 година - Тулска губерния, която просъществува до 1929 г., когато е заличена, и територията ѝ е присъединена към Московска област. На 26 септември 1937 г. е образувана Тулска област, която е отделена от състава на Московска област.

## География

### Положение, граници, големина
Тулска област се намира в централната част на Европейска Русия и влиза в състава на Централния федерален окръг. На север граничи с Московска област, на изток – с Рязанска област, на югоизток – с Липецка област, на юг и югозапад – с Орловска област и на запад и северозапад – с Калужка област. В тези си граници заема площ от 25 679 km2 (70-о място по големина в Руската Федерация, 0,15% от нейната площ).

### Релеф, полезни изкопаеми
Тулска област е разположена в централната част на Източноевропейската равнина, в северната част на Средноруското възвишение. Релефът на запад, северозапад и север е силно разчленен, в централните части леко хълмист, на изток се простира слабо разчленена равнина, а на юг и югоизток релефът е навълнен, набразден от сложна мрежа от дълбоки оврази и долове. На юг се намира най-високата част на областта – 293 m н.в.
В пределите на Тулска област са съсредоточени около 1/2 от залежите на Подмосковския въглищен басейн. Освен това има находища на желязна руда и различни строителни материали.

### Климат
Климатът е умереноконтинентален. Средна януарска температура от -9,5 °C до -10,3 °C, а средна юлска – 19 – 20 °C. Годишната сума на валежите се изменя от 575 mm на северозапад до 470 mm на югоизток с максимум през юли. Вегетационният период (минимална денонощна температура 5 °C) е от 136 до 148 денонощия.

### Води
По територията на Тулска област протичат 1682 реки (с дължина над 1 km) с обща дължина 10 933 km и те принадлежат към два водосборни басейна: на Волга (около 80% от територията), вливаща се Каспийско море, и на Дон (около 20%), вливаща се в Азовско море. Най-голямата река в областта е Ока (десен приток на Волга), която протича по западните и северните покрайнини на областта в протежение от 220 km. Нейни основни притоци са Зуша (горното течение), Упа, Осьотър и Проня (горните им течения). В Тулска област са изворите и част от горното течение на река Дон и неговите притоци Непрядва и Красивая Меча. Болшинството от реките в областта са с равнинен характер – малък наклон и бавно течение. Подхранването им е смесено, с преобладаване на снежното (60 – 80%). За тях е характерно високо пролетно пълноводие, лятно-есенно маловодие, нарушавано от епизодични прииждания в резултат на поройни дъждове, и ясно изразено зимно маловодие. Замръзват през втората половина на ноември, а се размразяват в края на март или началото на април.
В Тулска област има над 2 хил. езера и изкуствени водоеми с обща площ около 90 km2, като само 25 от тях са по-големи от 10 дка. Повечето от езерата са крайречни, но се срещат и карстови. Както крайречните, така и карстовите са нетрайни, постепенно обрасват с тревиста растителност, заблатяват се и изчезват. Двете най-големи езера в областта са Шиловско и Жупен, които са с карстов произход. Най-големите изкуствени водоеми са: Шатското водохранилище на река Шат (приток на Упа), Черепетското водохранилище на река Черепет (приток на Ока), Пронското водохранилище на река Проня (на границата с Рязанска област) и Шчокинското водохранилище на река Упа.

### Почви, растителност, животни
Основните почви в областта са сивите оподзолени и излужените черноземи. Горите заемат 13% от нейната площ и са разположени предимно на север и северозапад, като преобладават дъбовите, брезовите и осиковите гори. На границата с лесостепната зона голямо мелиоративно значение има полосата от широколистни гори (дъбово-ясенови с примеси от клен). Животинският свят включва вълци, лисици, бурсуци, лосове, зайци, белки и др.

## Население
На 1 януари 2018 г. населението на Тулска област наброява 1 491 855 души (32-ро място в Руската Федерация, 1,02% от нейното население). Гъстота 58,1 души/km2. При преброяването на населението на Руската федерация през 2010 г. етническият състав на областта е следният: руснаци 1 462 184 деши (94,1%), украинци 15 027 (0,97%), арменци 9145 (0,59%), татари 7878 (0,51%).

## Административно-териториално деление
В административно-териториално отношение Тулска област се дели на 7 областни градски окръга, 19 муниципални района, 19 града (в т.ч. 5 града с областно подчинение (Алексин, Донской, Ефремов, Новомосковск и Тула) и 14 града с районно подчинение и 11 селища от градски тип.
| Административна единица | Площ (km2) | Население (2018 г.) | Административен център | Население (2018 г.) | Разстояние до Тула (в km) | Други градове и сгт с районно подчинение |
| ----------------------- | ---------- | ------------------- | ---------------------- | ------------------- | ------------------------- | ---------------------------------------- |
| Областни градски окръзи |            |                     |                        |                     |                           |                                          |
| І. Донской              | 48         | 63 842              | гр. Донской            | 63 842              | 66                        |                                          |
| ІІ. Новогуровски        | 12         | 3447                | сгт Новогуровски       | 3447                | 42                        |                                          |
| ІІІ. Новомосковск       | 906        | 137 555             | гр. Новомосковск       | 125 647             | 60                        |                                          |
| ІV+14. Тула             | 1496       | 551 513             | гр. Тула               | 485 221             |                           |                                          |
| V. Славни               | 28         | 1870                | сгт Славни             | 1870                | 153                       |                                          |
| 1. Алексин              | 943        | 67 910              | гр. Алексин            | 59 157              | 71                        |                                          |
| 8. Ефремов              | 1649       | 56 940              | гр. Ефремов            | 35 505              | 169                       |                                          |
| Муниципални райони      |            |                     |                        |                     |                           |                                          |
| 2. Арсеневски           | 1096       | 9685                | сгт Арсенево           | 4757                | 116                       |                                          |
| 3. Бельавски            | 1190       | 20 005              | гр. Бельов             | 13 362              | 155                       |                                          |
| 4. Богородицки          | 957        | 51 231              | гр. Богородицк         | 31 263              | 65                        |                                          |
| 5. Веньовски            | 1620       | 31 453              | гр. Веньов             | 14 211              | 52                        |                                          |
| 6. Воловски             | 1080       | 13 432              | сгт Волово             | 3427                | 111                       |                                          |
| 7. Дубенски             | 799        | 14 342              | сгт Дубна              | 5384                | 54                        |                                          |
| 9. Заокски              | 918        | 21 300              | сгт Заокски            | 6709                | 82                        |                                          |
| 10. Каменски            | 795        | 8832                | с. Архангелское        | 2391                | 208                       |                                          |
| 11. Кимовски            | 1112       | 38 270              | гр. Кимовск            | 26 023              | 77                        |                                          |
| 12. Киреевски           | 931        | 73 125              | гр. Киреевск           | 24 642              | 40                        | гр. Болохово, гр. Липки                  |
| 13. Куркински           | 949        | 9688                | сгт Куркино            | 5036                | 163                       |                                          |
| 15. Одоевски            | 1182       | 12 778              | сгт Одоев              | 5559                | 137                       |                                          |
| 16. Плавски             | 1025       | 27 530              | гр. Плавск             | 15 870              | 58                        |                                          |
| 17. Суворовски          | 1065       | 34 883              | гр. Суворов            | 17 506              | 90                        | гр. Чекалин                              |
| 18. Тьопло-Огарьовски   | 1014       | 12 166              | сгт Тьоплое            | 4921                | 70                        |                                          |
| 19. Узловски            | 567        | 81 748              | гр. Узловая            | 51 922              | 54                        |                                          |
| 20. Чернски             | 1614       | 19 911              | сгт Черн               | 6394                | 121                       |                                          |
| 21. Шчокински           | 1393       | 106 384             | гр. Шчокино            | 58 088              | 25                        | гр. Советск, Первомайски                 |
| 22. Ясногорски          | 1300       | 29 577              | гр. Ясногорск          | 15 741              | 35                        |                                          |

## Селско стопанство
Растениевъдството дава 60% от стойността на всички продукти. Отглеждат се зърно и бобови култури; както и фуражи, технически култури, картофи и зеленчуци. Отглеждани животни: говеда, свине, овце и кози, домашни птици.
| хиляди хектара | 1683 | 1448 | 1295,5 | 912,8 | 739,6 | 749,5 | 780,8 |